# Lúcio Papírio Mugilano
Lúcio Papírio Mugilano (em latim: Lucius Papirius Mugillanus) foi um político da gente Papíria nos primeiros anos da República Romana eleito cônsul em 444 a.C. com Lúcio Semprônio Atratino. Era pai de Marco Papírio Mugilano, cônsul em 411 a.C. e tribuno consular em 418 e 416 a.C., e de Lúcio Papírio Mugilano, cônsul em 427 a.C., tribuno consular em 422 e censor em 418 a.C..

## Consulado
Lúcio Papírio foi eleito com Lúcio Semprônio em 444 a.C., nomeados pelo interrex Tito Quíncio Capitolino Barbato depois que os áugures decretaram irregular a eleição dos tribunos consulares, forçando-os a renunciar depois de apenas três meses.
Durante seu consulado, foi renovada a aliança com os ardeatinos, comprometida depois das disputas territoriais que se seguiram à intervenção de Públio Escápio na Assembleia das centúrias.

## Censor
Em 443 a.C., foi eleito, novamente com Lúcio Semprônio, censor, uma nova função instituída para livrar o cônsul da tarefa de planejar e realizar o censo e a manutenção dos registros.